# Xenochrophis flavipunctatus
Xenochrophis flavipunctatus är en ormart som beskrevs av Hallowell 1860. Xenochrophis flavipunctatus ingår i släktet Xenochrophis och familjen snokar. IUCN kategoriserar arten globalt som livskraftig.
Arten förekommer i Sydostasien från sydöstra Kina till centrala Malackahalvön. Den lever även på Taiwan, Hainan och på några mindre örar i regionen. Xenochrophis flavipunctatus är kopplad till vattenansamlingar. Den hittas bland annat i floder, i dammar, i risodlingar och i träskmarker.

## Underarter
Arten delas in i följande underarter:
- X. f. flavipunctatus
- X. f. schnurrenbergeri